# La Perla (Guayaquil)
La Perla es una noria-mirador de 57 m situada sobre el extremo norte del Malecón 2000, en una plataforma sobre el río Guayas, a la altura de la intersección de la Avenida Malecón Simón Bolívar y la calle Julián Coronel, en el centro urbano de la ciudad de Guayaquil (Ecuador). La noria está junto al Centro Cultural Libertador Simón Bolívar y frente a las instalaciones de Cinema Malecón. 
Finalizadas las obras en junio de 2016, esta abierto al público desde agosto del mismo año. Es la primera noria-mirador de este tipo en el país.

## Construcción

### Adjudicación del contrato
La M.I. Municipalidad de Guayaquil recibió la oferta de la construcción de una rueda moscovita por parte de una empresa privada a inicios de 2015. El gobierno cantonal delegó a la fundación municipal Guayaquil siglo XXI para que inicie el proceso de contratación de una empresa que se encargue de la construcción de un centro de entretenimiento familiar. Se determinó que el lugar a establecerse tanto el centro de entretenimiento como la noria-mirador, sería en la parte norte del Malecón 2000, en una plataforma en donde se preveía construir un casino, lo cual fue cancelado tras el referéndum constitucional y consulta popular de Ecuador de 2011 en donde se prohibió negocios que involucren juegos de azar.
La adjudicación del contrato para la provisión, instalación y operación de una rueda moscovita gigante recayó en la compañía Representaciones y Operaciones latinoamericanas (Reprolimit Cía Ltda.). La concesión, hecha en marzo de 2015, otorgó el control y administración del complejo de entretenimiento por un lapso de 25 años, periodo que comenzó a regir a partir de la suscripción del contrato que tuvo un plazo de ejecución de 18 meses de acuerdo a lo establecido en una ordenanza municipal, la cual autorizó y reguló en los aspectos fundamentales de la concesión.

### Arribo de materiales
Las principales piezas de la rueda moscovita llegaron el 16 de junio de 2015 al campamento de la Compañía Técnica Nacional (Tecnac) ubicado en la ciudad de Durán, al otro lado del río Guayas. Las piezas fueron desembarcadas en 16 contenedores, los mismos que sirvieron para el traslado desde el puerto de Guayaquil.
El arribo de las cabinas, provenientes desde Italia, se realizaron a finales de junio y las restantes a comienzos de agosto debido a que necesitan cumplir con los estándares aduaneros, concluyendo el ensamblaje previo a su inauguración prevista en la quincena de agosto de 2015.

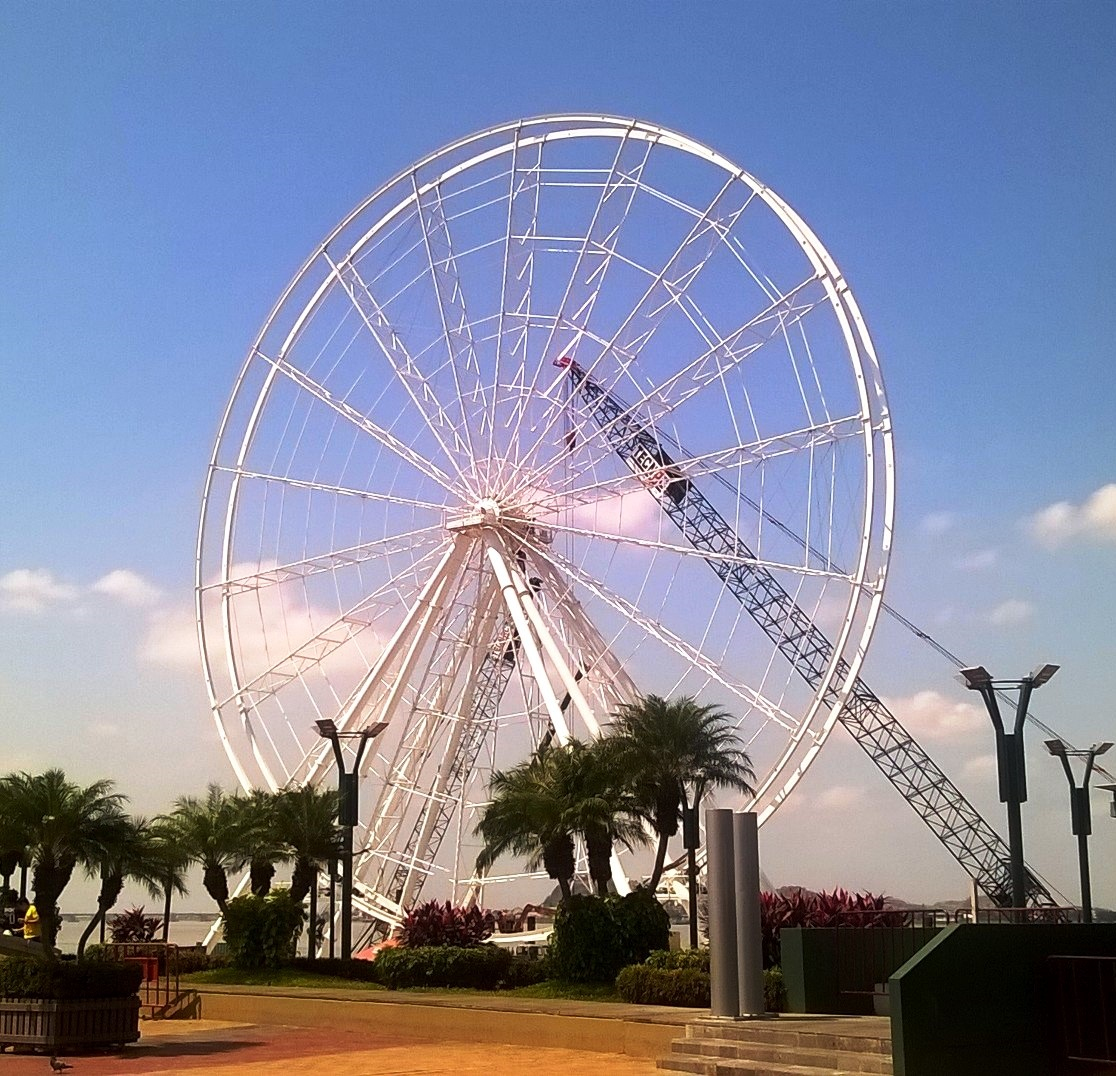
La Perla en construcción.

### Ensamblaje
El ensamblaje inició el 3 de julio de 2015 con la instalación de los 53 pilotes, por parte de la contratista Reprolimit Cía Ltda., que sostienen la estructura en donde se encuentra ubicada la rueda moscovita. La construcción total se tenía prevista para 18 meses. La estructura metálica empezó a armarse en Durán desde el 16 de junio, y luego se transportó en barcazas por el río hasta el Malecón 2000.
Desde el 30 de junio, 22 trabajadores y tres grúas ubicadas en plataformas sobre el río, iniciaron el montaje de la rueda moscovita. El 5 de julio se logró colocar el eje central de la noria a una altura 30 metros sobre los 8 soportes. El miércoles 13 de julio concluyó la instalación de la primera circunferencia e inmediatamente iniciaron el montaje de la circunferencia exterior que sostiene las cabinas. El personal de construcción trabajó durante este período once horas diarias. Para el 28 de julio, la segunda circunferencia fue terminada.

## Inauguración
Con el 70% de la instalación de la noria-mirador, el jueves 28 de julio, tras haber concluido los trabajos de montaje de las circunferencias y a esperas de la llegada de las cabinas, se realizaron las primeras pruebas de los juegos de luces led. Finalmente, el viernes 29 de julio, en un acto encabezado por el alcalde de la ciudad Jaime Nebot, la vicealcaldesa Doménica Tabacchi y otras autoridades, se realizó el encendido oficial del juego de luces led, las cuales mostrarían varios diseños, en especial, los colores de las banderas ecuatoriana y guayaquileña.